# Granado Espada
«Granado Espada: Вызов Судьбы» — условно-бесплатная MMORPG, во вселенной, стилизованной под эпоху европейской экспансии в Новый Свет. Сражаясь на стороне Роялистов или Республиканцев, игроку предстоит шпагой, пистолетом и магией проложить себе путь к богатствам нового мира. Несмотря на жёсткие временные рамки, в которые происходит действие игры, в её мире нашли отражение сразу несколько исторических периодов, таких как завоевание Америки конкистадорами, эра пиратов Карибского моря и европейская культура XVI—XVII веков от Ренессанса до эпохи Барокко. 30 ноября 2012 года игра официально в России закрыта Архивная копия от 12 мая 2015 на Wayback Machine, сервера отключены. В 2015 году стартовал проект по частичной локализации на русский язык Европейского Сервера Granado Espada Архивная копия от 13 февраля 2015 на Wayback Machine.

## Особенности игры
Сражаясь на стороне Роялистов или Республиканцев, игроку предстоит шпагой, пистолетом и магией проложить себе путь к богатствам нового мира. Несмотря на жёсткие временные рамки, в которые происходит действие игры, в её мире нашли отражение сразу несколько исторических периодов, таких как завоевание Америки конкистадорами, эра пиратов Карибского моря и европейская культура XVI—XVII веков от Ренессанса до эпохи Барокко.
Гранадо Эспада отличается от многих современных MMORPG управлением персонажами. Вместо того чтобы играть одному персонажу за раз, игроки могут контролировать команду до трёх участников, это делает геймплей похожим на стратегию в реальном времени. До трёх персонажей, могут быть выбраны как часть команды, которых можно выбрать в казармах. Любой член партии может быть выбран как часть команды, независимо от различий в уровнях или классов.

### Вселенная
Игровой мир необычен для игры жанра фэнтези-MMORPG и отличается относительным историческим реализмом в области событий, предметов, архитектуры и костюмов. Игроки живут и сражаются среди оживших героев приключенческих романов Дюма, Верна и Саббатини, в эпоху корсаров и мушкетёров. Однако полностью отнести мир игры к определённому временному периоду не позволяет её эклектичность — шпаги и мушкеты здесь соседствуют с револьверами, индейцами и волшебницами в шляпках и костюмах викторианской эпохи, а сюжет и вовсе написан в жанре альтернативной истории с элементами фэнтези и клокпанка.

### Дизайн игры
Мир Granado Espada населяет единственная разумная раса — люди. Остальные живые существа выступают в роли противников, естественных (дикие животные) и не очень (демоны, ходячие мертвецы, паровые роботы). Художникам игры удалось избежать любого намёка на повторение и самоцитирование. Например, ржавые от крови Железные Девы на колёсах с заключёнными внутри несчастными соседствуют в мире игры со стайками маленьких парящих над Багамскими болотами крылатых лягушек, а в непроходимых Юстиарских джунглях слышна тяжёлая поступь тираннозавров и трицератопсов.
Гардероб костюмов и аксессуаров для игроков также является одним из самых оригинальных и обширных в MMORPG в целом, а самих играбельных персонажей в игре более семи десятков. Облик каждого из них можно разнообразить минимум двумя уникальными костюмами и огромным количеством разнообразных аксессуаров. В данный момент проходят тестирование у разработчиков особые «образы» — аксессуары, изменяющие вид игрового оружия.
Разработчиками регулярно проводятся конкурсы костюмов, персонажей, доспехов и оружия среди признанных дизайнеров и простых игроков — работы победителей оказываются в игре. В момент написания этой статьи ожидают появления в игре костюмы победителей такого конкурса, проводившегося в этом году на официальном сайте Granado Espada в России.
Всё это выделяет Granado Espada среди других корейских MMORPG того же периода. Одной из общей черт с ними является утрировано «позитивный» внешний вид некоторых, не предполагающих такого сюжетно, монстров, наподобие громадных хищных фиолетовых попугаев или тиби-питомцев. Эта тенденция постепенно сходит на нет с новыми обновлениями.

### Управление

#### Семья
Приказы игрока выполняет не один персонаж, как в большинстве современных MMORPG, а целая семья, в которую может входить до нескольких десятков героев, каждый со своей историей и способностями. Разумеется, управлять сразу семьюдесятью двумя — а именно таково максимально число членов семьи на данный момент — персонажами сможет далеко не каждый. Поэтому в саму игру из принадлежащих игроку казарм он может взять с собой максимум троих — но и этот отряд ровно в три раза больше того, каким обычно приходится командовать в MMORPG.Это делает игровой процесс схожим со стратегией в реальном времени. До Granado Espada подобная система управления использовалась в некоторых однопользовательских компьютерных играх, в частности — классических ролевых сериях Baldur’s Gate и Icewind Dale.

#### Интерфейс
Кроме как под прямым контролем игрока, персонажи в игре могут находиться в одном из автоматических режимов, в которых их поведение в той или иной степени контролируются компьютером. Эти режимы активируются самим игроком и аналогичны таким же режимам в современных RTS — атаковать, оборонять, удерживать позицию и др. Например, в режиме обороны персонажи игрока будут самостоятельно атаковать и преследовать всех попавших в поле их зрения врагов — от монстров до персонажей противника. Присутствия игрока за компьютером при этом совершенно не требуется, что в совокупности с некоторыми другими функциями игры, ещё более автоматизирующими игровой процесс (см. питомцы), позволяет некоторым рецензентам говорить о подобии встроенного в игру бота.
Управление осуществляется преимущественно с помощью мыши, как и в большинстве RTS, с которыми эту игру роднят некоторые черты. От стандартного интерфейса RTS унаследованы такие элементы, как панель боевых приказов, горячие клавиши умений, «резиновая рамка» для выделения части персонажей. Окна и панели интерфейса свободно перемещаются по экрану.
На панелях помимо прочего находятся пиктограммы управления режимами поведения:
- Удержание — персонажи в этом режиме стоят на одном месте и уничтожают монстров, не преследуя убегающих врагов.
- Охрана — персонажи в этом режиме автоматически атакуют и преследуют всех врагов, оказавшихся в поле зрения.
- Сбор — персонажи поднимают все вещи, которые выпали с монстров в непосредственной близости.
- Атака — персонажи передвигаются в указанную игроком область, уничтожая всех попавших в их поле зрение монстров по пути.

В той же панели, что и режимы, можно выбрать способ отдавать приказы:
- Групповой — приказ для всех членов команды.
- Индивидуальный — приказ одному выбранному члену команды.

### Наёмные NPC
Помимо пяти базовых классов персонажей, есть большое количество так называемых наёмников. Это разнообразные (NPC), являющиеся героями историй, в которых раскрывается сюжет игры. Большинство наёмников отличаются по своим характеристикам от базовых классов персонажей в сторону более узкой специализации в том или ином виде оружия либо, наоборот, большей универсальности. Если игрок завоюет доверие такого NPC, он/она может согласиться присоединиться к семье игрока. Некоторые персонажи присоединятся к вам вскоре после начала игры; других вы можете никогда не получить из-за крайне высокой сложности заданий, которые они потребуют от вас выполнить, или просто предпочтя обществу именно этого наёмника какую-нибудь ценную материальную компенсацию.
Благодаря тому, что в игре существует механизм передачи персонажей между игроками, контракты некоторых труднодоступных наёмников по сути представляют собой особо ценный «товар» на внутриигровом рынке, ценящийся наравне, а зачастую и выше дорогой высокоуровневой экипировки.
Ситуация на рынке непрерывно изменяется со введением в игру разработчиками полностью новых персонажей или новых оружейных специализаций для существующих.

## Сюжет

### Предыстория
Нации старого мира Орфесии, раздираемые войнами за территорию и власть, уже давно не знали покоя. Тяжелее всего приходилось небольшим государствам, не способным вести продолжительные войны в силу экономических причин. Таким в тот год оказалось Опоруто, зажатое на карте мира в тиски между двумя враждебными соседями и совершенно неизведанным океаном. Уже практически лишённое сил сопротивляться агрессорам, правительство Опоруто решилось на рискованный шаг — отправить за океан экспедицию с целью найти морской торговый путь в богатую ресурсами страну Катай. Поддержка этой далёкой державы в войнах Старого Света могла бы быть ключом к свободе.
Однако вместо нового пути в Катай опорутанский исследователь Ферруччо Эспада открыл совершенно новый континент, получивший имя Granado Espada. Этот новый мир, богатый и ещё свободный от пороков Старого Света, настолько овладел умами правителей опорутанских правителей, что они бросили на его развитие последние остатки всех своих экономических ресурсов. Последнее, конечно же, незамедлительно привело к аннексии владений Опоруто в Старом Свете её соседом и давним врагом Веспаньолой, которая также начала исследование нового континента.
Но выиграв войну с Опоруто, Веспаньола в свою очередь тут же подверглась нападению со стороны Брестии — страны, расположившейся на северо-западе карты Старого Света. Жестокая и кровопролитная война, разгоревшаяся следом за этим между двумя государствами, получила название «Трёхлетней войны». Итог её был подведён в крупнейшем в истории морском сражении при Балеарасе, в котором слабый веспаньольский «Красный» флот чудом одержал победу над флотом брестианцев.
Трёхлетняя война вынудила Веспаньолу на время ослабить своё влияние на новом континенте. Кроме этого, по её окончании сама Веспаньола столкнулась лицом к лицу с новыми, внутренними противоречиями. Причиной нарастающего конфликта стала полная неспособность военного дворянства, нового класса социальной элиты, возникшего в ходе войны с Брестией, приспособиться к мирному времени. Тем элегантнее выглядело решение королевы Веспаньолы использовать энергию неуёмных дворян во благо страны — провозглашённая военная доктрина Реконкисты убеждала предприимчивые семьи Веспаньолы мигрировать на новый континент и возвращать утраченные владения обратно под контроль короны.

### События игры
Сюжет развивается во времена веспаньольского вторжения в Новый Свет и на фоне попыток его колонизации. Игрок управляет семьёй аристократов, после войны посланных короной в качестве первопроходцев на новый континент.
Центральной нитью сквозь полотно повествования проходят истории о прогремевшей недавно Трёхлетней Войне, её тайнах, последствиях и героях, об открытии Нового Света исследователями Ферруччо Гранадо и Джильберто Эспада и о взаимоотношениях королевы Веспаньолы Эсперансы, Совета Десяти Придворных и мятежного виконта Монторо.
История этих и других персонажей раскрывается несколькими сюжетными линиями, по мере открытия которых игроку становится понятна общая картина протекающего на новом континенте скрытого противостояния. При этом большинство историй и сюжет игры в целом носят преимущественно конспирологический характер, а обновления зачастую вводят в сюжет детали, полностью переворачивающее сложившееся у игрока представление о происходящих событиях. Так, например, в одном из них стало известно о тайной организации, созданной в древнейшие времена и стоящей за некоторыми преступлениями, при расследовании которых игрок даже не предполагал о её существовании и не знал подоплёки происходящего.
Предполагается, что завершением сюжета игры станет окончание рассказанной в одном из недавних обновлений истории о спускавшихся на землю в древности богах, однако с какой-либо долей уверенности об этом сейчас говорить невозможно.

## Игровая механика

### Классы
Под управлением игрока находится семья состоящая из нескольких персонажей. Игрок может увеличивать число членов своей семьи, создавая персонажей одного из пяти базовых классов или вводя в семью наёмных NPC. Имя, пол и внешность базового персонажа игрок выбирает сам, а наёмники внешне выглядят так же, как и в игре, хотя игрок и может назвать их самостоятельно. Внешний вид всех персонажей, в том числе наёмных, можно легко изменить с помощью богатого ассортимента одежды и аксессуаров.

### Развитие
Персонажи развиваются и растут в уровнях, приобретая опыт. Опыт получается путём убийства монстров или использования карт опыта. Карты опыта — достаточно уникальная для современных MMORPG особенность Granado Espada, их можно получить в награду за выполнение разнообразных заданий или миссий. Разные типы карт опыта дают использовавшему их персонажу различное количество опыта, а с помощью большого количества высокоуровневых карт опыта можно поднимать уровень персонажей, вообще не охотясь на монстров. Карты опыта можно передавать персонажам игрока, не участвовавшим в их получении; таким образом можно выполнять задания одним персонажем с целью быстрого развития другого, например, более слабого на начальных уровнях.
С ростом силы и уровня персонажей игрок получает доступ к локациям и заданиям, которые были закрыты для него раньше в силу прямого ограничения по уровню или просто повышенной сложности. Большинство рейдов и эффективное участие в колониальных войнах доступны только развившимся игрокам, тогда как игроки до 100 уровня заняты преимущественно прохождением заданий и миссий.
Все навыки в игре распределены по так называемым стойкам. У каждого персонажа есть несколько стоек, в каждой стойке используется один вид оружия и доступен определённый набор навыков, у классов поддержки есть несколько безоружных стоек. Разным персонажам доступны отличающиеся друг от друга наборы стоек, персонажи базовых классов обычно максимально универсальны в этом плане, тогда как наёмные NPC тяготеют к узкой специализации. Достигается это за счёт присущих наёмникам наборов атрибутов, подходящих для использования того или иного оружия больше, чем «усреднённые» атрибуты базовых классов и некоторых уникальных стоек, недоступных базовым классам. Так, например, один из базовых персонажей, мушкетёр, обладает стойками для стрельбы из винтовок и пистолетов, однако совершенно не способен владеть дробовиком, в отличие от наёмников Грейс Бернелли и Лорча Фрухолмена.
Стойки развиваются по мере их использования независимо от уровня развития самого персонажа; чем чаще персонаж использует определённую стойку, тем быстрее происходит её развитие. Стойку можно развить до максимального 25-го уровня, любое умение в ней — до 10-го, в дальнейшем уровень стойки и умений может быть дополнительно увеличен ношением высоко ценящихся среди игроков колец с соответствующими магическими свойствами.

## Саундтрек

Обложка саундтрека

Саундтрек к игре готовили студии S.F.A, soundTeMP, а также композиторы Ким Джунсунг (англ. Kim Junsung) и Кубота Осаму (англ. Kubota Osamu).
В 2006 году он был выпущен на 4 CD компанией Hanbit Ubiquitous Entertainment Inc. Всего в саундтрек вошло 64 трека. Озвучиванием персонажей в русской локализации занималась компания TriHorn Productions

Треклист саундтрека:
| №   | Название                   | Автор(ы)     | Длительность |
| --- | -------------------------- | ------------ | ------------ |
| 1.  | «Beyond the Mountains»     | Kubota Osama | 4:33         |
| 2.  | «Beyond Hope»              | S.F.A.       | 3:49         |
| 3.  | «Nexus»                    | soundTeMP    | 2:29         |
| 4.  | «Odyssey»                  | Kubota Osama | 3:39         |
| 5.  | «Calmi Cuori Appassionati» | Kim Junsung  | 4:32         |
| 6.  | «Endless Battle»           | Kim Junsung  | 3:59         |
| 7.  | «Granado Espada»           | Kim Junsung  | 4:36         |
| 8.  | «Violin of the Death»      | S.F.A.       | 2:42         |
| 9.  | «Siren's Scent»            | Kubota Osama | 4:45         |
| 10. | «Narcissus»                | soundTeMP    | 4:43         |
| 11. | «Cite de Reboldoeux»       | Kim Junsung  | 7:05         |
| 12. | «Iris»                     | soundTeMP    | 3:57         |
| 13. | «Forget-me-not»            | soundTeMP    | 3:59         |
| 14. | «Amaranth»                 | soundTeMP    | 3:54         |
| 15. | «Zebre de La Clave»        | S.F.A.       | 3:59         |
| 16. | «Barracks (Original)»      | Kim Junsung  | 3:24         |

| №   | Название                     | Автор(ы)     | Длительность |
| --- | ---------------------------- | ------------ | ------------ |
| 1.  | «Barracks»                   | Kim Junsung  | 3:26         |
| 2.  | «Trancephobia»               | soundTeMP    | 3:58         |
| 3.  | «JinD'Ale»                   | soundTeMP    | 4:58         |
| 4.  | «Agujero inmundo»            | S.F.A.       | 4:06         |
| 5.  | «Temptation»                 | Kubota Osama | 4:21         |
| 6.  | «Overdose»                   | S.F.A.       | 3:15         |
| 7.  | «The G appears»              | S.F.A.       | 4:06         |
| 8.  | «InigMatic»                  | S.F.A.       | 3:27         |
| 9.  | «Al Quet Moreza»             | soundTeMP    | 3:59         |
| 10. | «Voyage to you»              | S.F.A.       | 3:27         |
| 11. | «Aria de Coimbra»            | Kubota Osama | 4:26         |
| 12. | «Me in the battle (with BK)» | S.F.A.       | 2:15         |
| 13. | «Granado Espada (Acoustic)»  | Kim Junsung  | 4:31         |

| №   | Название                             | Автор(ы)               | Длительность |
| --- | ------------------------------------ | ---------------------- | ------------ |
| 1.  | «mUsk Alliance»                      | S.F.A.                 | 3:19         |
| 2.  | «Captain Immortal»                   | Kim Junsung, soundTeMP | 5:20         |
| 3.  | «Only did my duty»                   | soundTeMP              | 3:41         |
| 4.  | «Esa Promesa»                        | S.F.A.                 | 3:39         |
| 5.  | «Hilaris»                            | S.F.A.                 | 3:48         |
| 6.  | «Fantacy»                            | soundTeMP              | 3:36         |
| 7.  | «A Witch On A Diet»                  | Kim Junsung, soundTeMP | 3:04         |
| 8.  | «Oporto Partita»                     | Kim Junsung            | 2:38         |
| 9.  | «DarKno»                             | soundTeMP              | 3:36         |
| 10. | «Touch-me-not»                       | soundTeMP              | 4:38         |
| 11. | «Grassado»                           | soundTeMP              | 5:34         |
| 12. | «Laboro nomen»                       | S.F.A.                 | 4:54         |
| 13. | «Honor winds»                        | S.F.A.                 | 3:20         |
| 14. | «El Rosa Alba»                       | soundTeMP              | 3:28         |
| 15. | «Toko»                               | S.F.A.                 | 3:40         |
| 16. | «Andalusian Rhapsody»                | Kim Junsung, soundTeMP | 5:00         |
| 17. | «Esa Promesa (Korean Vocal Version)» | S.F.A.                 | 3:42         |

| №   | Название                          | Автор(ы)     | Длительность |
| --- | --------------------------------- | ------------ | ------------ |
| 1.  | «Supercooled Girl»                | soundTeMP    | 3:58         |
| 2.  | «Notorious 1380»                  | soundTeMP    | 3:01         |
| 3.  | «die Fuge»                        | Kubota Osama | 3:11         |
| 4.  | «Vyshegrad — Valse d'Auch»        | Kubota Osama | 3:45         |
| 5.  | «M.I.S.A»                         | soundTeMP    | 6:31         |
| 6.  | «Zinnia»                          | soundTeMP    | 2:29         |
| 7.  | «Populus Alba»                    | soundTeMP    | 4:50         |
| 8.  | «Old Speckled Reel»               | Kubota Osama | 2:51         |
| 9.  | «Toccata and Fugue in D-»         | S.F.A.       | 5:57         |
| 10. | «Violet»                          | soundTeMP    | 4:32         |
| 11. | «Notredame de course»             | soundTeMP    | 4:18         |
| 12. | «You Are Not Supposed To Be Here» | soundTeMP    | 4:29         |
| 13. | «Involute»                        | soundTeMP    | 2:24         |
| 14. | «Urtica»                          | soundTeMP    | 3:44         |
| 15. | «Nangman Trance»                  | soundTeMP    | 3:27         |
| 16. | «Rising Sun»                      | S.F.A.       | 3:19         |
| 17. | «Rosa Rosado»                     | soundTeMP    | 3:24         |
| 18. | «Nangman Waltz (Original)»        | Kim Junsung  | 4:11         |

## Отзывы и награды
| Сводный рейтинг | Сводный рейтинг |
| Агрегатор       | Оценка          |
| --------------- | --------------- |
| GameRankings    | 70,26 %         |

На КРИ-2008 игра получила премию в номинации «Лучшая зарубежная игра».
Кроме этого, игра завоевала ряд престижных наград по всему миру, включая премию за «Лучшую графику» и «Игру года» в 2006 году в Корее